# Pohost (obszar)
Pohost (ze starosłowiańskiego: погостъ) – termin historyczny o kilku znaczeniach w językach ruskim i rosyjskim. Zapożyczono  go także do j. łotewskiego (pagasts) i fińskiego (pogosta), w różnych znaczeniach.
Pierwotnie oznaczał wiejską wspólnotę z centrum targowym. Wraz z przemianami administracyjnymi na Rusi nazwę tę zaczęto odnosić do grupy kilkudziesięciu wsi, z ośrodkiem w którym rezydował odpowiedzialny za pobór podatków namiestnik książęcy. W XV wieku termin pohost wyszedł z użycia, funkcjonując jeszcze do XVII wieku jako nazwa wsi z własną cerkwią i cmentarzem. 

## W Finlandii i na Łotwie
Siedziba fińskiej gminy (kunta) Ilomantsi jest nazywana „pohostem” Ilomantsi (Ilomantsin pogosta), co jest prawdopodobnie staroruskim zapożyczeniem. Miejscowe narzecze fińskiego odzwierciedla spore wpływy prawosławnych w okolicy.
W dzisiejszym języku fińskim słowa pogosta używa się także w odniesieniu do miejsc historycznych, jako synonim słowa „parafia” lub „gmina” na obszarze Karelii i Rosji.
Pohost (po łotewsku: pagasts) jest także nazwą podstawowego podziału terytorialnego Republiki Łotewskiej.  Słowo „pagasts” zwykle tłumaczy się jako gminę wiejską lub parafię, wobec której nadrzędna jest novads. Na Łotwie istnieje 432 nazywanych tak tworów administracyjnych.